# Microcaecilia rabei
Microcaecilia rabei là một loài lưỡng cư thuộc họ Caeciliidae.
Loài này có ở Suriname và Venezuela, có thể có ở Brasil và Guyana.
Môi trường sống tự nhiên của chúng là rừng ẩm vùng đất thấp nhiệt đới hoặc cận nhiệt đới, các đồn điền, vườn nông thôn, và rừng trước đây suy thoái nghiêm trọng.